# Галерија грбова Данске
Галерија грбова Данске обухвата актуелни грб Краљевине Данске, њене историјске грбове, као и грбове њених аутономних земаља.

## Актуелни грб Данске
- Већи грб
 Краљевине Данске 
 (1814-данас)
- Краљевски грб
 Краљевине Данске

## Историјски грбови Данске
- Грб
 Средњовековне Данске 
 (1190-1397)
- Грб 
 Калмарске уније 
(1397–1523)
- Грб 
 Данска-Норвешка 
(1524–1814)

## Грбови конститутивних земаља Данског Краљевства
- Грб
 Гренланда
- Грб
 Фарских Острва